# Girl band
Girl band (ou All-female band e podendo ser referido pelo termo banda feminina na lusofonia) é uma banda musical de música popular composta exclusivamente por mulheres. Isso é diferente de um girl group, no qual as integrantes femininas são apenas vocalistas, embora essa terminologia não seja universalmente seguida. Enquanto bandas exclusivamente masculinas são comuns na música pop e rock, bandas exclusivamente femininas são menos comuns.

## História

### Anos 1920 a 1950
Na Era do Jazz e durante os anos 1930, bandas de garotas como The Blue Belles, The Parisian Redheads (depois The Bricktops), All-Girl Band de Lil-Hardin, The Ingenues, The Harlem Playgirls lideradas por nomes como Neliska Ann Briscoe e Eddie Crump, Musical Sweethearts de Phil Spitalny, e Helen Lewis and Her All-Girl Jazz Syncopators eram populares. Dezenas de primeiros filmes sonoros foram feitos a partir de grupos femininos de estilo vaudeville, especialmente filmes promocionais de curta metragem para Paramount e Vitaphone. (Em 1925, Lee DeForest filmou Lewis e sua banda em seu processo Phonofilm de curta duração, em um filme agora na coleção de Maurice Zouary na Biblioteca do Congresso.) Blanche Calloway, irmã de Cab Calloway, liderou uma banda masculina , Blanche Calloway and Her Joy Boys, de 1932 a 1939, e Ina Ray Hutton liderou uma banda de garotas, The Melodears, de 1934 a 1939. Eunice Westmoreland, sob o nome de Rita Rio, liderou uma banda só de garotas que aparecem na NBC Radio e em suma assuntos para Vitaphone e RKO Pictures antes de mudar sua carreira para atuar e seu nome profissional para Dona Drake, aparecendo em inúmeros filmes de 1940. "All Girls Band", de Ivy Benson, foi a banda de dança residente da BBC em 1943 e fez turnê até os anos 80. Todas as bandas de garotas que atuam no vaudeville, nos shows de variedades e nos primeiros filmes sonoros durante a década de 1920 até a década de 1950 são documentadas por Kristin McGee em Some Liked it Hot: Jazz Women in Film and Television. Sally Placksin, Linda Dahl, D. Antoinette Handy e Frank Driggs, juntamente com a professora Sherrie Tucker, em seu livro Swing Shift: "All-Girl" Bands of the 1940s, também documentaram essa era. Um grupo polonês, o Filipinki, foi fundado em 1959.

### Década de 1960
Bandas compostas unicamente de mulheres começaram a surgir com o advento do rock and roll. Entre as primeiras bandas de rock femininas a assinar com uma gravadora estavam Goldie & the Gingerbreads, para a Atlantic Records em 1964, The Pleasure Seekers com Suzi Quatro para a Hideout Records em 1964 e Mercury Records em 1968, The Feminine Complex para Athena Records em 1968, e Fanny (que foi pioneira no primeiro semestre de 1970), em 1969, quando Mo Ostin assinou com a Warner Bros. Records. Havia também outros, como The Liverbirds (1962-1967), The Ace of Cups (1967), The Heart Beats (1968) e Ariel (1968-1970), que incluía as três membros do The Deadly Nightshade.
De 1964 a 1968 The Pandoras era uma banda só de garotas (uma das primeiras) tocando algumas músicas originais e um monte de covers populares em shows e danças em toda a Nova Inglaterra. Elas começaram como um trio, com as alunas do Simmons College Kathy Kinsella e Pinky Keehner na guitarra base e guitarra, e Sally Levy na bateria. Muito mais tarde, sob a orientação de gestão de Peter Bonfils, a banda teve algum sucesso, incluindo um contrato de gravação e um par de singles com a Liberty Records ("About My Baby", b/w "New Day" e "Games" b/w "Don't Bother"), e shows que apareceram por todos os EUA, assim como em Newfoundland e Porto Rico, abrindo para shows como The Kingsmen, Dionne Warwick, The Byrds e Gary Lewis & The Playboys.

### Década de 1970
Roger Ebert, em seu comentário em áudio para O Vale das Bonecas (1970) dá crédito ao filme por inspirar bandas de rock femininas, com a banda fictícia Carrie Nations criada para o filme, afirmando que tais bandas eram bastante raras na época, mas começou a surgir no rastro do filme.
Em 6 de novembro de 1971, Fanny tornou-se a primeira banda feminina a alcançar os 40 melhores da Billboard Hot 100, com "Charity Ball" chegando ao 40º lugar. A faixa teve um sucesso ainda maior no WLS (uma estação de rádio AM de Chicago), chegando ao 3º lugar entre 25 de outubro e 1 de novembro de 1971.
Em 1975, a dupla canadense de irmãs, Kate & Anna McGarrigle, gravou a primeira de uma série de álbuns, às vezes acompanhada de sua irmã Jane. The Runaways foi uma das primeiras bandas de hard rock feminina com grande sucesso comercial, bem-sucedida e lançando seu primeiro álbum em 1976; Os membros da banda Joan Jett, Cherie Currie e Lita Ford seguiram carreira solo.
No Reino Unido, o advento do punk no final dos anos 1970 com o etos "qualquer um pode fazer" levou à formação de bandas como The Slits, The Raincoats, Mo-dettes, Dolly Mixture e The Innocents, entre outros. a formação de outros grupos onde os membros femininos influenciavam a música e o conteúdo lírico (Au Pairs, Delta 5) ou eram o artista de destaque dentro do conjunto, notavelmente Siouxsie and the Banshees e X-Ray Spex. A expansão do punk na Europa deu origem ao die Kleenex/LiLiPUT da Suíça.
Na Austrália, em 1977, a banda de garotas Sweet Jayne começou a fazer shows regulares com a formação original: Cris Bonacci, Chris Scheri, Robyn Clark e Sally Zylstra. Rotulado como "rock doce e pesado", Sweet Jayne tocou principalmente material original. Ganhando a batalha das bandas da Australasian Yamaha em 1978, Sweet Jayne passou por vários lançamentos de cassetes, vinis e clipes de filmes e mudanças de formação e tocou 700 shows ao longo de seis anos. Sweet Jayne se separou em 1983, quando Chris Scheri (flauta e vocal) e Cris Bonacci (guitarra) foram convidados para o Reino Unido para trabalhar para Mike Oldfield.
A banda feminina de heavy metal Girlschool, do sul de Londres, formou-se em 1978 das cinzas do Painted Lady, como banda cover. Embora tenham tido algum sucesso no Reino Unido, elas se tornaram mais conhecidas no início dos anos 80. Uma das membros originais da banda, Kathy Valentine partiu para se juntar à banda feminina The Go-Go's, passando de guitarra para baixo. Entre as primeiras gravações do Girlschool estava um EP intitulado St. Valentine's Day Massacre, que eles gravaram com o companheiro de selo Bronze Motörhead, sob o nome de Headgirl.
Em 1974, The Deadly Nightshade, uma banda de rock/country (Anne Bowen, guitarra/percussão; Pamela Robin Brandt, contrabaixo; Helen Hooke, guitarra/violino) foi assinada pela gravadora Phantom, da RCA. O contrato tornou a RCA/Phantom a primeira gravadora dominante a conceder a uma banda o direito de rejeitar qualquer publicidade ofensiva às sensibilidades feministas. A banda lançou dois álbuns, The Deadly Nightshade em 1975 e F&W (Funky & Western) em 1976. Reunidos em 2009, The Deadly Nightshade gravaram e lançaram um terceiro álbum Never Never Gonna Stop em 2012 e eles continuaram em turnê até a morte de Brandt em 2015 dissolvendo a banda.

### Anos 80 e 90

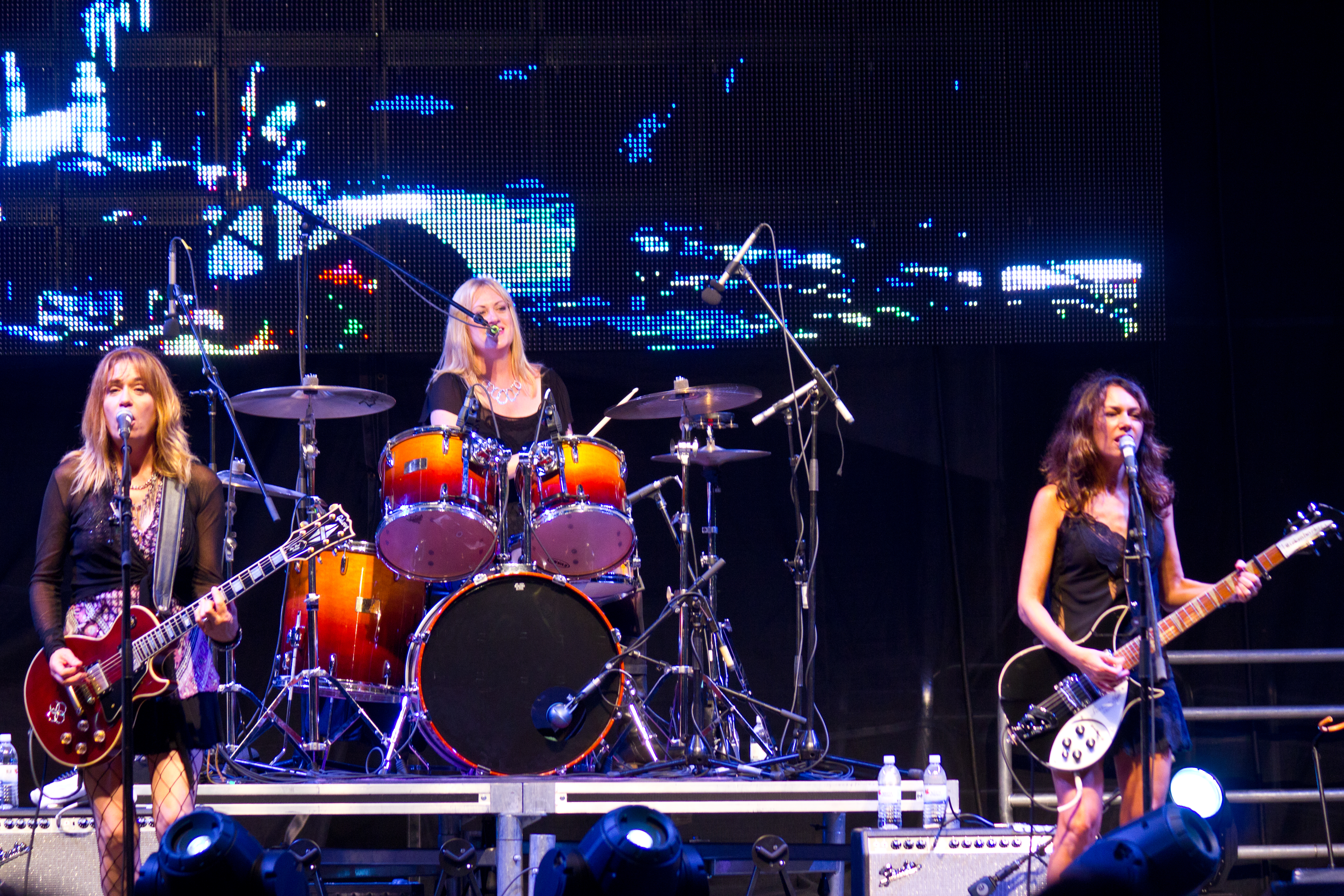
O The Bangles é uma girl band.

A década de 1980, pela primeira vez, viu sucesso nas paradas de bandas femininas e bandas de rock femininas. Na listagem de fim de ano da Billboard Hot 100 em 1982 as canções "I Love Rock 'n' Roll" de Joan Jett (em 3º) e "We Got the Beat", do The Go-Go's (em 25º) enviou uma mensagem forte para muitos chefes da indústria que as mulheres que poderiam tocar poderiam trazer dinheiro. Enquanto Joan Jett tocava "hinos sem frescuras, glam rock, cantados com seu rosnado e desprezo duros como as unhas", As Go-Go eram vistas como garotas brincalhonas, uma imagem que mesmo a revista Rolling Stone zombou quando eles colocaram a banda em sua capa em suas roupas íntimas junto com a legenda Go-Go's Put out! (algo como pôr para fora as Go-Go). No entanto revistas de músicos estavam começando a mostrar respeito por músicos do sexo feminino, colocando Bonnie Raitt e Tina Weymouth em suas capas. Enquanto The Go-Go e The Bangles, ambos da cena do clube de LA, foram as primeiras bandas de rock femininas a encontrar sucesso, músicos individuais abriram o caminho para a indústria procurar bandas que tinham músicos e permitir que eles fossem parte do processo de gravação.
Enquanto a década de 1980 ajudou a pavimentar o caminho para que as mulheres músicas fossem levadas mais a sério, ainda era considerada uma espécie de novidade por vários anos, e era um mundo muito dominado por homens. Em 1984, quando o cineasta Dave Markey, junto com Jeff e Steve McDonald de Redd Kross, reuniu o mockumentary Desperate Teenage Lovedolls, uma versão comicamente punk de O Vale das Bonecas, ele também gerou uma verdadeira banda. Enquanto The Lovedolls mal podia tocar no começo, por causa do filme, e porque elas eram uma "banda só de mulheres", eles receberam a imprensa e os shows.
Klymaxx tornou-se a primeira banda feminina autoproduzida no estilo de música R&B/Pop a tocar todos os instrumentos; vários de seus singles - incluindo "Meeting in the Ladies Room" e "I Miss You" traçaram as paradas de R&B e pop.
Nos anos 90, o surto de heavy metal nos anos 80 ajudou a lançar outra luz sobre o papel das mulheres na música. Devido ao sucesso de The Go-Go e The Bangles, muitas mulheres estavam frustradas por não serem levadas a sério ou apenas consideradas como "garotas bonitas tocando música" e ou se juntaram a bandas de rock ou formaram bandas de metal femininas. Uma dessas bandas que tocava música mais pesada em São Francisco era Rude Girl. Originalmente assinada para a CBS Records, a banda se separou antes de um álbum ser lançado e os membros restantes lançaram um single de 12 polegadas em 1987 sob o nome de Malibu Barbi. Quando Cara Crash e Wanda Day deixaram 4 Non Blondes e se juntaram a Malibu Barbi seu som mudou de heavy metal para um som descrito como combinando uma "batida de condução com o vocal de Johnny Rottenesque e riffs pós-punk". Na mesma época, no meio oeste, Madame X assinou contrato com a Columbia Records, a Jet Records. Em 1984, o álbum produzido por Rick Derringer We Reserve the Right foi lançado junto com o single "High in High School". As irmãs Petrucci foram um ponto focal da banda - Max, o guitarrista principal, e Roxy, o baterista. No entanto, com base em decisões de gestão, foi decidido que seria melhor se apenas uma das irmãs estivesse na banda e Roxy fosse colocada em outra banda, a Vixen baseada em Los Angeles.
A Vixen foi fundada também no centro oeste, em St. Paul, Minnesota, por Jan Kuehnemund, no início dos anos 70. Kuehnemund dobrou a banda alguns anos depois, quando seus colegas de banda abandonaram ou se juntaram a outras bandas, e ela a reformou depois de se mudar para LA no início dos anos 80. Maxine também se juntou a Vixen depois que sua irmã a convidou, embora como guitarrista de turnê, no final de 1998 até que os Petruccis e seus companheiros de banda foram forçados a se dispersar quando Kuehnemund processou com sucesso para manter os direitos sobre o nome de sua banda.
Com o ressurgimento do interesse em bandas de pop punk nos EUA no início dos anos 90, junto com a cena hair metal na Sunset Strip na Califórnia se tornando extremamente lotada, bandas que combinaram uma "não-imagem" com música crua começaram a se apresentar em clubes como Rajis em Hollywood. Bandas como Hole, Super Heroines, The Lovedolls e L7 se tornaram populares, enquanto demonstravam no palco, e em entrevistas, uma atitude autoconfiante de garota má às vezes, sempre disposta a desafiar suposições sobre como uma banda só de mulheres deveria comportar-se. Courtney Love descreveu as outras mulheres no Hole como usando um "ponto de vista lunar" mais em seus papéis como músicos. Nos anos 90, o riot grrrl se tornou o gênero associado a bandas como Bratmobile e Bikini Kill. Outras bandas punk, como Spitboy, têm se sentido menos à vontade com as questões centradas na infância de grande parte da estética do riot grrrl, mas, no entanto, também lidam explicitamente com questões feministas e afins. Todas as bandas queercore femininas, como Fifth Column, Tribe 8 e Team Dresch, também escrevem canções que tratam de assuntos específicos das mulheres e de sua posição na sociedade. Um filme organizado por uma psiquiatra de San Diego, Dra. Lisa Rose Apramian, junto com o ex-baterista de The Motels e The Droogs, Kyle C. Kyle, o documentário Not Bad for a Girl explorou alguns deles. questões com entrevistas de muitos dos músicos do sexo feminino na cena de motim grrrl na época.
Na história da música cristã contemporânea, houve a primeira banda de rock cristã feminina Rachel Rachel, que existiu apenas no início dos anos 1990 e que se apresentou em um estilo de rock orientado a álbuns. Jennifer York se tornou a primeira mulher a estabelecer uma banda cristã, especificamente um grupo só de mulheres. Mesmo que o sucesso de Rachel Rachel tenha durado pouco quando eles se dobraram devido a "diferenças criativas" e uma grande distância geográfica, futuras bandas de rock ou grupos musicais não rock no gênero cristão que têm apenas mulheres como membros seguiram sua liderança as próximas décadas por vir.
Muitas músicas femininas de bandas femininas nas décadas de 1980 e 1990 fizeram shows de alto nível. As ex-membros das Pandoras incluem membros de The Muffs; Leather Leone, a cantora de Rude Girl e Malibu Barbi, cantou para Chastain; A fundadora e guitarrista do Warbride, Lori Linstruth, juntou-se a Arjen Lucassen; Abby Travis do The Lovedolls tocou com Beck, Elastica e Bangles; Meredith Brooks, do The Graces, teve sucesso solo e Janet Robin, da Precious Metal, foi a guitarrista da Brooks, assim como Lindsey Buckingham e Air Supply. Cris Bonacci, do Sweet Jayne, tornou-se guitarrista do Girlschool em 1985 e permaneceu na banda por menos de 10 anos. O Girlschool, apesar das inúmeras mudanças de formação, nunca se separou apesar de um breve hiato e comemorou seu 30º aniversário em 2008.

## Fora da música pop
Bandas só de mulheres não estão restritas aos gêneros mainstream. O quarteto de cordas britânico/australiano Bond toca crossover clássico (primeiro e segundo violino, viola e violoncelo) e canta os vocais ocasionais que acompanham algumas de suas faixas. Outras bandas femininas exploraram a música livremente e inventivamente como Spires that in the Sunset Rise.